# إيما ماثيوز
إيما ماثيوز (بالإنجليزية: Emma Matthews)‏ هي مغنية أوبرا ومغنية أسترالية، ولدت في 1970.

## وصلات خارجية
- إيما ماثيوز على موقع IMDb (الإنجليزية)
- إيما ماثيوز على موقع ميوزك برينز (الإنجليزية)
- إيما ماثيوز على موقع أول ميوزيك (الإنجليزية)
- إيما ماثيوز على موقع ديسكوغز (الإنجليزية)
- إيما ماثيوز على موقع قاعدة بيانات الفيلم (الإنجليزية)